# Slag bij Salyersville
De slag bij Salyersville vond plaats op 13 april en 14 april 1864 in Magoffin County Kentucky tijdens de Amerikaanse Burgeroorlog. Deze slag is ook bekend als de slag bij Ivy Point Hill.
In april 1864 leidde de Zuidelijke kolonel Ezekiel F. Clay zijn regiment van bereden infanterie naar een raid in Kentucky. Clays tegenstanders waren de Noordelijken onder leiding van kolonel George W. Gallup met het 14th Kentucky Infantry en het 39th Kentucky Infantry. Gallup zou zeer snel versterking krijgen van kolonel C. J. True die het 40th Kentucky Infantry en het 11th Michigan Cavalry onder zijn bevel had. Op 13 april vielen de Zuidelijken de Noordelijke stellingen bij Paintsville, Kentucky aan. Gallup hield stand met 750 soldaten. Op 14 april werden de Zuidelijken verjaagd richting Salyersville toen de Noordelijken versterking hadden gekregen. De Zuidelijken leden zware verliezen.